# قصعين صحراوي
قصعين صحراوي أو غُبَيْشَة (الاسم العلمي: Salvia deserta) هو نوع نباتي يتبع جنس القصعين من فصيلة الشفوية.